# Patinatge artístic als Jocs Olímpics d'hivern de 1932 - Parelles
En els Jocs Olímpics d'Hivern de 1932 celebrats a Lake Placid (Estats Units d'Amèrica) es realitzà una competició de patinatge artístic sobre gel en categoria mixta per parelles, que unida a la competició masculina i femenina conformà la totalitat del programa oficial del patinatge artístic als Jocs Olímpics d'hivern de 1932. La competició se celebrà a l'Estadi Olímpic de Lake Placid el dia 12 de febrer de 1932.

## Comitès participants
Hi participaren un total de 14 patinadors de 4 comitès nacionals diferents.
| - Canadà (4) - Estats Units (4) - França (2) - Hongria (4) |

## Resum de medalles
| Or                                  | Argent                                        | Bronze                                |
| FrançaAndrée Brunet · Pierre Brunet | Estats UnitsBeatrix Loughran · Sherwin Badger | HongriaEmilie Rotter · László Szollás |

## Resultats
Els francesos Andrée Brunet i Pierre Brunet aconseguiren retenir el seu títol aconseguint l'any 1928. La nord-americana Beatrix Loughran aconseguí la medalla de plata després d'haver aconseguit en la categoria individual dues medalles ens els dos Jocs anteriors.
| Posició | Patinador                                            | Punts | Marcador |
| ------- | ---------------------------------------------------- | ----- | -------- |
| 1       | França · Andrée Brunet - Pierre Brunet               | 12    | 76.7     |
| 2       | Estats Units · Beatrix Loughran - Sherwin Badger     | 16    | 77.5     |
| 3       | Hongria · Emilie Rotter - László Szollás             | 20    | 76.4     |
| 4       | Hongria · Olga Orgonista - Sándor Szalay             | 28    | 72.2     |
| 5       | Canadà · Constance Wilson-Samuel - Montgomery Wilson | 35    | 69.6     |
| 6       | Canadà · Frances Claudet - Chauncy Bangs             | 36    | 68.9     |
| 7       | Estats Units · Gertrude Meredith - Joseph Savage     | 49    | 59.8     |